# 兵庫県道81号小野香寺線
兵庫県道81号小野香寺線（ひょうごけんどう81ごう おのこうでらせん）は、兵庫県小野市から姫路市を結ぶ県道（主要地方道）である。

## 概要

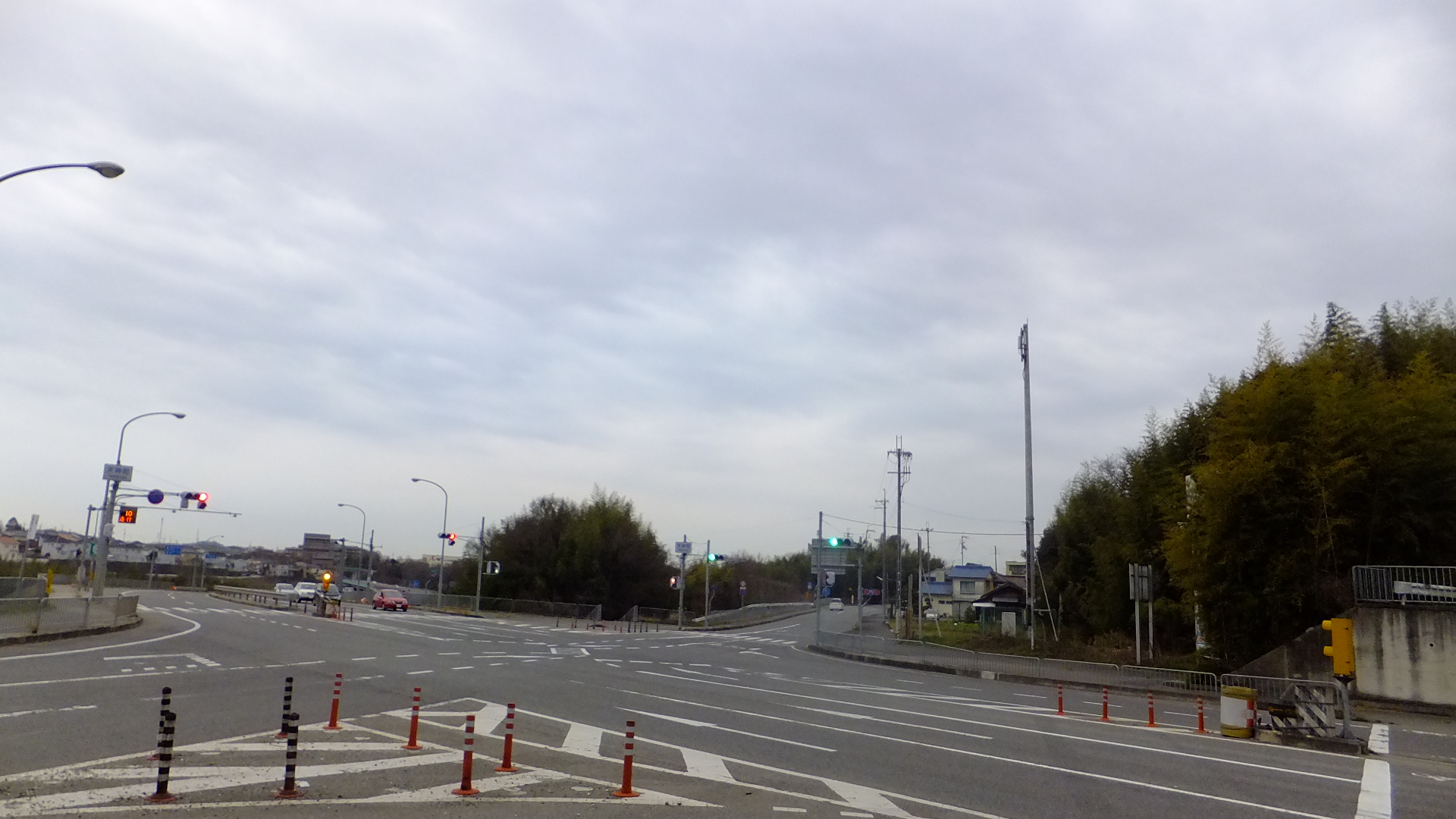
起点付近
小野市天神町で撮影

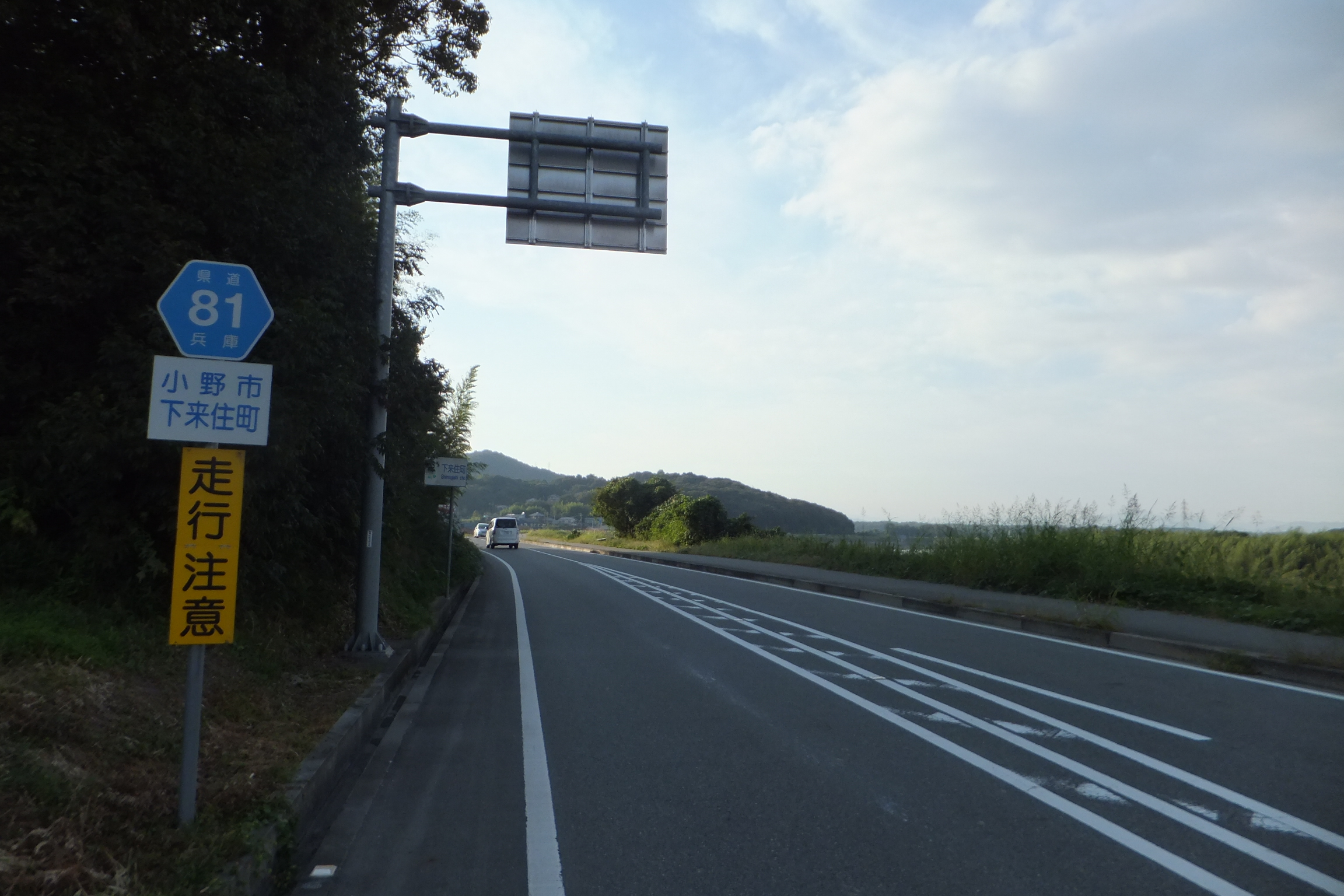
本道の標識
小野市下来住町で撮影

### 路線データ
- 起点：小野市天神町（天神町交差点、国道175号・兵庫県道353号大畑小野線交点）
- 終点：姫路市香寺町広瀬（広瀬北交差点、国道312号交点）
- 総延長：22.186 km

## 歴史
- 1993年（平成5年）5月11日 - 建設省から、県道小野香寺線が小野香寺線として主要地方道に指定される[1]。

## 路線状況

### 重複区間
- 兵庫県道18号加古川小野線（小野市神明町・電鉄小野駅前交差点 - 小野市本町・本町交差点）
- 兵庫県道349号市場多井田線（小野市片山町 - 小野市阿形町）
- 国道372号（加西市東笠原町 - 加西市西笠原町・善防交差点）
- 兵庫県道43号高砂北条線（加西市西笠原町・善防交差点 - 加西市王子町・王子町交差点）
- 兵庫県道117号豊富北条線（姫路市山田町南山田 - 姫路市山田町西山田・西山田西交差点）

## 地理

### 通過する自治体
- 小野市
- 加西市
- 姫路市

### 交差する道路
- 国道175号（国道427号・兵庫県道23号三木宍粟線 重複）・兵庫県道353号大畑小野線（小野市天神町・天神町交差点、起点）
- 兵庫県道18号加古川小野線（小野市神明町・電鉄小野駅前交差点）
- 兵庫県道18号加古川小野線（小野市本町・本町交差点）
- 兵庫県道349号市場多井田線（小野市片山町）
- 兵庫県道205号小野町停車場線（小野市下来住町）
- 兵庫県道118号小野志方線（小野市下来住町）
- 兵庫県道349号市場多井田線（小野市阿形町）
- 兵庫県道79号高砂加古川加西線（加西市網引町・網引交差点）
- 国道372号（加西市東笠原町）
- 兵庫県道716号玉野倉谷線（加西市東笠原町・法華口交差点）
- 国道372号・兵庫県道43号高砂北条線（加西市西笠原町・善防交差点）
- 兵庫県道43号高砂北条線（加西市王子町・王子町交差点）
- 兵庫県道372号山下飾東線（加西市西剣坂町・剣坂交差点）
- 兵庫県道117号豊富北条線（姫路市山田町南山田）
- 兵庫県道117号豊富北条線（姫路市山田町西山田・西山田西交差点）
- 兵庫県道218号西田原姫路線（姫路市船津町・上野東交差点）
- 播但連絡道路船津ランプ（姫路市船津町・中野交差点）
- 国道312号（姫路市香寺町広瀬・広瀬北交差点、終点）